# 양샤오레이
양샤오레이(중국어 간체자: 杨晓蕾, 정체자: 楊曉蕾, 병음: Yáng Xiǎolěi, 한자음: 양효뢰, 2000년 6월 28일~)는 중화인민공화국의 양궁 선수이다. 2020년과 2024년 하계 올림픽에 참가했고 2024년 올림픽 여자 단체전에서 은메달을 획득했다.

## 경력
장쑤성 창저우시 출신이다. 2012년 창저우 자쩌 소학교 재학 시절 양궁에 두각을 드러내면서 양궁을 시작했으며 신베이 실험중학교에서 수학했다. 2017년에 장쑤성 양궁단에 입단하면서 선수 경력을 시작했다.
2021년에 처음 국가대표로 발탁되었고 같은 해 7월 도쿄에서 열린 2020년 하계 올림픽에 참가하여 선수 경력 첫 올림픽에 출전했다. 그녀는 여자 개인전에 출전했으며, 몰도바의 알렉산드라 므르카를 6-0으로 꺾었으나 튀르키예의 야세민 아나괴즈에게 2-6으로 패하여 탈락했다. 우자신, 룽샤오칭과 함께 참가한 단체전에서는 첫 상대인 벨라루스팀에게 패하여 1회전에서 탈락했다.
2023년에 다시 국가대표에 승선했으며 4월에 우즈베키스탄 타슈켄트에서 열린 아시안컵 2차 대회에서 대표팀 동료인 우자신과 인도의 상기타의 뒤를 이어 동메달을 획득했다. 또한 단체전에서는 리자만, 우자신과 함께 출전하여 인도팀을 꺾고 우승을 차지했다. 6월에는 콜롬비아 메데인에서 열린 월드컵 3차 대회에서 개인전 33위에 올랐고 리자만, 우자신과 함께 출전한 단체전에서 대한민국팀의 뒤를 이어 은메달을 획득했다.
2024년 4월에는 중국 상하이에서 열린 월드컵 1차 대회에서 개인전 17위에 올랐고 리자만, 안취시안과 함께 출전한 단체전에서 대한민국을 꺾고 금메달을 획득했다. 6월에는 튀르키예 안탈리아에서 열린 월드컵 3차 대회에서 일본의 소노다 와카를 꺾고 개인전 금메달을 획득했으며 단체전에서는 말레이시아에게 패하여 9위에 올랐다. 그 해 7월 프랑스 파리에서 열린 2024년 하계 올림픽에 참가했다. 리자만, 안치쉬안과 함께 참가한 단체전에서는 대한민국의 뒤를 이어 은메달을 획득했다. 이후 왕옌과 함께 참가한 혼성 단체전에서는 스페인에게 패하여 탈락했고, 개인전에서는 첫 상대인 튀니지의 리하브 엘왈리드를 꺾었으나 다음 상대인 프랑스의 리자 바르블랭에게 패하여 탈락했다.